# Зюино
Зюино — деревня в Ярском районе Удмуртии. Административный центр Зюинского сельского поселения.

## География
Деревня находится на северо-западе республики, на расстоянии примерно 24 км (по прямой) к юго-западу от посёлка Яр, административного центра района.

### Часовой пояс
Деревня Зюино, как и вся Удмуртия, находится в часовой зоне МСК+1. Смещение применяемого времени относительно UTC составляет +4:00.

## Население
| 2010 | 2012 |
| ---- | ---- |
| 239  | ↘234 |

### Национальный состав
Согласно результатам переписи 2002 года, в национальной структуре населения русские составляли 40 %, удмурты — 56 % из 353 чел.